# Flowers of the Forest
Flowers of the Forest ist ein altes schottisches Volkslied. Da der Originaltext unbekannt ist, gibt es mehrere verschiedene Fassungen. Lediglich die Melodie, die im 17. Jahrhundert im John Skene of Halyards Manuscript festgehalten wurde, ist überliefert. Vermutlich wurde sie aber schon früher komponiert und wird auch heute noch häufig auf dem Dudelsack bei schottischen Gottesdiensten zum Remembrance Day (vgl. Volkstrauertag) gespielt.

## Textfassungen
Bekannte Textfassungen stammen von Jean Elliot und von Alison Cockburn aus der Mitte des 18. Jahrhunderts. 
Die Version von Jean Elliot beschreibt das Leid der schottischen Frauen und Kinder, die bei der vernichtenden Niederlage gegen England in der Schlacht von Flodden Field, geliebte Männer verloren haben.

### Schottischer Text (Vers 1 und Vers 5)
I've heard the lilting, at the yowe-milking,

Lassies a-lilting before dawn o' day;

But now they are moaning on ilka green loaning;

The Flowers of the Forest are a' wede away.

…

Dool and wae for the order sent oor lads tae the Border!

The English for ance, by guile wan the day,

The Flooers o' the Forest, that fought aye the foremost,

The pride o' oor land lie cauld in the clay. 

### Deutsche Übersetzung
Ich habe das Singen beim Schafemelken gehört

Mädchen, die schon vor Sonnenaufgang singen

Doch jetzt wehklagen sie auf jedem Hofe 

Die Blumen des Waldes sind verwelkt

...

Leid und Kummer über den Befehl, der unsere Jungen zur Grenze schickte

Die Engländer ausnahmsweise, gewannen durch List

Die Blumen des Waldes, die an der vordersten Front kämpften

Der Stolz unseres Landes, liegen kalt im Lehm